# Ковальский, Владислав (политик)
Владислав Ковальский (пол. Władysław Kowalski; 26 августа 1894, Папротня, близ Равы Мазовецкой, Царство Польское — 14 декабря 1958, Варшава, ПНР) — польский писатель и государственный деятель. Маршал Сейма Польши (1947—1952).

## Биография
Сын батрака. Получил начальное образование (3 класса), затем занимался самообразованием. Рано включился в партийную деятельность: член Польской крестьянской партии «Освобождение» (с 1918 г.), Независимой крестьянской партии (1925—1927), Объединённой левой партии крестьян-единоличников «Самопомощь» (1927—1931), крестьянского движения «Воля народа» (1944), Крестьянской партии (с 1945 г.), Объединённой народной партии (с 1949 г.). Подвергался арестам в буржуазной Польше, его произведения запрещались цензурой. Также был членом Коммунистической партии Польши (с 1928 г.) и Польской рабочей партии (с 1942 года). С 1949 г. — член Центрального Исполнительного Комитета Объединённой крестьянской партии, в 1949—1956 гг. — её председатель.
Во время Первой мировой войны служил в русской армии, в польском легионе именуемым «Пулавским». Участник подпольного движения во время Второй мировой войны, входил в конспиративные антифашистские группы «Пролетариат» и «Воля люду», принял участие в создании Крайовой Рады Народовой. В декабре 1943 года он был одним из основателей Национального Совета, 1944—1945 гг. — член президиума Национального совета, в 1945 г. его вице-президент. В 1945—1947 гг. — министр культуры и искусства, в 1947—1952 гг. — маршал Сейма ПНР, в 1947—1956 гг. — член Государственного совета.
Активно занимался литературным творчеством. Его первые очерки, рассказы и стихи были опубликованы в еженедельнике «Крестьянская самопомощь», который он редактировал с 1928 по 1931 гг. В 1933 г. Х. Богушевской и Е. Корнацким выступил одним из основателей литературной группы «Предместье». Его дебютный рассказ «Бунт в старом Лэнке» («Bunt w Starym Łęku») был написан в 1931 г. и опубликован в 1933 г. в Москве.
В 1946—1947 гг. был редактором органа Объединённой крестьянской партии газеты «Зеленое знамя».
Покончил жизнь самоубийством.

## Литературное творчество

### Романы
- «Крестьяне Марчата» (1930)
- «Гром» (1936)
- «Семья Мяновских» (1938)

### Рассказы
- «Бунт в старом Лунке» (1931),
- воспоминания «Далекое и близкое» (1948),
- «Зверь» (1951)
- «Вино» (1966)

## Награды
Был награждён лентой ордена Возрождения Польши, орденом «Знамя Труда», медалью «За Варшаву 1939—1945», Партизанским крестом.
Удостоен почетного звания «Праведник народов мира» от израильского мемориального института «Яд Вашем» «в знак глубочайшей признательности за помощь, оказанную еврейскому народу в годы Второй мировой войны».